# Lars Christian Lilleholt
Lars Christian Lilleholt (ur. 2 marca 1965 w Odense) – duński polityk i dziennikarz, parlamentarzysta, od 2015 do 2019 minister klimatu i energii.

## Życiorys
W latach 1985–1988 studiował ekonomię i nauki społeczne na Uniwersytecie w Odense. W 1993 został absolwentem szkoły dziennikarskiej (Journalisthøjskolen w Aarhus). Pracował w lokalnych gazetach i w organizacji zajmującej się sprawami klimatu. Od 1994 wybierany na radnego miejskiego w Odense.
Lars Christian Lilleholt dołączył do liberalnej partii Venstre. Dwukrotnie jako zastępca poselski czasowo sprawował mandat posła do Folketingetu – w styczniu 1997 i od stycznia do lutego 2000. Po raz pierwszy został wybrany do duńskiego parlamentu w wyborach w 2001. Z powodzeniem ubiegał się o reelekcję w 2005, 2007, 2011, 2015, 2019 i 2022.
Gdy w czerwcu 2015 Lars Løkke Rasmussen ponownie objął urząd premiera, nominował go na ministra klimatu i energii w swoim gabinecie. Pozostał na tej funkcji również w utworzonym w listopadzie 2016 kolejnym rządzie tego premiera, pełniąc ją do czerwca 2019.
27 kwietnia 2012 został odznaczony krzyżem kawalerskim Orderu Danebroga.